# ウォー・ホース 〜戦火の馬〜

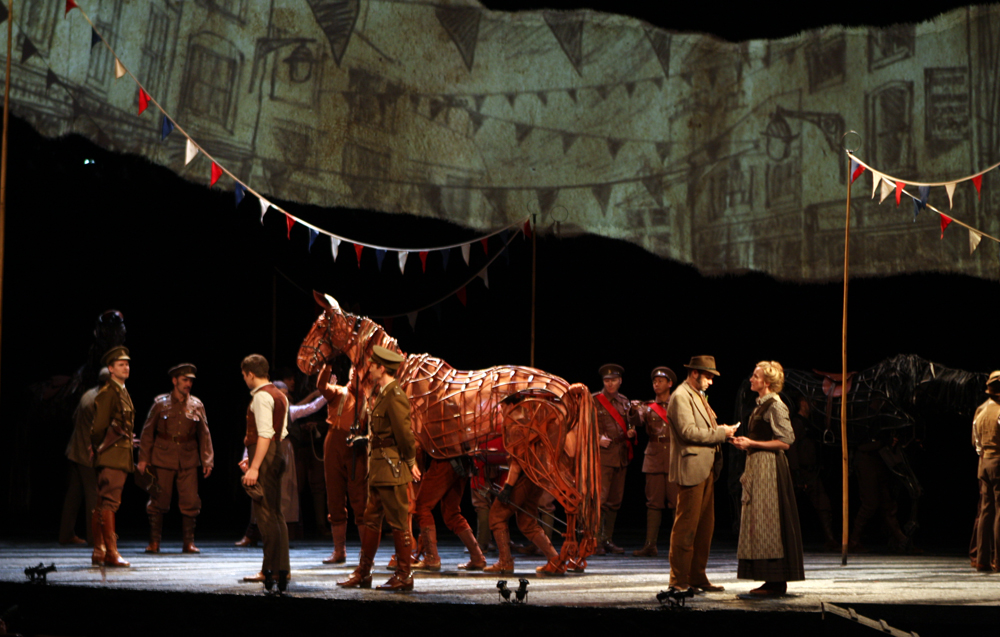
シドニーのリリック劇場での上演風景

『ウォー・ホース ～戦火の馬～』（ウォー・ホース せんかのうま、War Horse）または『軍馬ジョーイ』（ぐんばジョーイ）は、1982年に出版されたマイケル・モーパーゴによる児童小説『戦火の馬』をニック・スタフォードの脚色により舞台化した演劇。当初、モーパーゴはこの舞台化は難しいだろうと考えていたが、この演劇は成功をおさめた。ウェスト・エンドおよびブロードウエイで上演されたこの作品はマリアン・エリオット・トム・モリス演出で、トビー・セジウィックの振付により南アフリカ共和国のハンドスプリング・パペット・カンパニーによる等身大の馬のパペットを特徴としている。

## あらすじ
イギリスのデヴォン、捕らえられた子馬がオークションに出品されている。アーサー・ナラコットは息子ビリーへ与えようと入札する。しかし彼の兄弟であるテッドがアーサーより高い39ギニーで落札するが、貧困農民の彼にとって途方もない金額であった。テッドは大酒飲みで、数年前に南アフリカでアーサーとの対決を拒否したため臆病者と思われていた。抵当に入っている農場の支払いに使うはずであった金を子馬の支払いに使ってしまう。テッドの妻ローズはこれを良く思わなかったが、息子のアルバートは売れるようになるまで育てることを約束する。アルバートは子馬にジョーイと名付け、アルバートはジョーイを調教し、成長するにつれてアルバートとジョーイは強い絆で結ばれる。
いとこアルバートへの嫉妬によりビリーは父アーサーに頼み、テッドを酔わせて農耕馬ではないジョーイに1週間ですきを引かせることができるか賭けさせる。もしこれが成功すればテッドは馬の代金と同額の39ギニーを支払い、そしてもしこれが失敗すればジョーイをビリーに与えると言う。テッドは酔っ払って深夜遅くに帰宅し、言うことを聞かせようとジョーイを鞭で打つ。ローズとアルバートが間に入り、アルバートはジョーイにハーネスを装着してすきを引く方法を根気よく教え、期限の直前についにすきを引くことができる。テッドは賭けに勝ち、アルバートはジョーイとの生活を続けることになる。
デヴォンにも第一次世界大戦の勃発のニュースが届く。テッドはジョーイを騎兵として売ってしまい、アルバートは落胆する。ジェイムス・ニコルス大尉は元々アルバートが狩猟でジョーイに乗っている姿をスケッチし、ジョーイを気に入っていた。ジョーイを買い取ったニコルズ大尉はこの優れた馬を個人的に世話をすることを約束する。この時アルバートアーサーは嫌がるビリーを無理矢理軍に入隊させる。アーサーはビリーに身を守るために祖父のナイフを与える。ジョーイと他の軍馬であるトップソーンはフランスに船で送られる。そこではイギリス騎兵隊はドイツ軍の新兵器であるマシンガンに圧倒される。初戦でニコルスは撃たれて亡くなる。ビリーは戦闘にジョーイをあてがわれる。そこでビリーはドイツ軍に捕まってしまう。
クリスマス直前、ニコルスのスケッチブックがアルバートに送られる。アルバートはジョーイがフランスで危険な目に遭っているのではないかと思い、アルバートは年齢を偽って軍に入隊を志願する。歩兵隊に入隊し、デイヴィッド・テイラー二等兵と仲良くなり、アルバートのために家に手紙を書く。ビリーはドイツ軍によりフランスの野戦病院となった農場へ連れてこられる。神経が衰弱したビリーはドイツ軍将校からナイフを取り返して振り回し、殺される。農場の娘エミリーがあやうく殺されかかる。ドイツ軍将校フリードリヒ・ミュラーはエミリーを見てドイツに残してきた自身の娘の姿と重ねる。フリードリヒは戦争の無意味さに強い憎悪を感じてもがく。フリードリ ヒは馬へ の愛をエミリーと共有する。エミリーの母親と共に3人でジョーイとトップソーンの世話をし、2頭は負傷者が乗った荷車を運ぶようになる。
彼の同僚の多くが破裂弾の被害を受け、フリードリヒは生き残って家に帰るために自分のコートと倒れた衛生兵のマーク入りコートを交換する。元同僚の何人かが戻ってきて彼の言い訳を聞く。フリードリヒはエミリーとその母親を逃がそうとするが、彼は捕らわれてしまう。重い大砲を引く2頭の馬が衰弱し、ジョーイとトップソーンはハーネスを装着して荷車を引くことができたために命拾いする。かつてライバルであったジョーイとトップソーンに友情が芽生えるが、トップソーンは極度の疲労により亡くなってしまう。
フリードリヒはトップソーンの死を追悼するが、タンクが衝突してきて中断する。フリードリヒが亡くなり、ジョーイは逃走するが敵陣の間の無人地帯にあった有刺鉄線に引っ掛かってしまう。ドイツ軍、イギリス軍の双方が白旗を掲げて1人ずつ兵士がジョーイを助けにくる。助けた後、2人はコイントスをしてイギリス軍が勝ち、負傷したジョーイを陣地に連れて帰る。その頃、アルバートとデイヴィッドの歩兵隊は、若い男2人に本部に連れて行かれそうになり精神的ショックを受けたエミリーと偶然出会う。道中、アルバートはビリーのナイフが刺さり亡くなった馬を見つける。その馬がジョーイだと思い込んだアルバートはその場で泣き崩れる。アルバートからジョーイの 名を聞い たエミリーはアルバートと馬の話をしようとするが、デイヴィッドが突然撃たれて亡くなり、アルバートは催涙ガスで失明する。そのためエミリーはアルバートとジョーイの話をする機会を失う。
戦線の後方、イギリス軍の野営で負傷したジョーイが兵士に連れてこられたちょうどその頃、アルバートは看護士に自身の話をする。ジョーイが安楽死させられようとした時、アルバートは何が起こっているかを聞き、アルバートが笛を吹くとジョーイが近付いた。兵士達がアルバートの話を知り、アルバートがジョーイの世話をすることに同意する。戦争が終わり、アルバートとジョーイは無事にデヴォンに帰る。

## プロダクション

### オフ・ウエスト・エンド (2007年–2009年)
2007年10月17日、ロンドンのサウス・バンクにあるロイヤル・ナショナル・シアターで初演され、2008年2月14日まで上演された。その後9月10日から2009年3月18日まで再演された。

### ウエスト・エンド (2009年-)
ウエスト・エンドにあるニュー・ロンドン・シアターに移動し、2009年3月28日からプレヴュウ公演、4月3日から正式公演が上演された。オフ・ウエスト・エンド公演に引き続きアルバート役にキット・ハリントンが配役された。音楽はエイドリアン・サットンが作曲した。
南アフリカ共和国のハンドスプリング・パペット・カンパニーによる等身大の馬のパペットを使用した力強い舞台は称賛を受け、ローレンス・オリヴィエ賞、イヴニング・スタンダード賞、批評家サークル賞を受賞した。2009年10月12日、女王エリザベス2世、エディンバラ公フィリップが鑑賞し、これが女王夫妻初の私設劇場での演劇鑑賞となった。
2010年の集客率は97%ととても人気があり、ウエスト・エンドの週間興行記録を更新した。2010年12月、『タイムズ』紙の「10年間の最優秀劇場公演」に選ばれた。2011年、観客数100万人を突破した。

### ブロードウエイ (2011年-2013年)
ナショナル・シアターとリンカーン・センターの共同製作により、2011年3月15日からニューヨークのヴィヴィアン・ブーモント・シアターでプレヴュウ公演、4月14日からブロードウエイで正式公演が上演された。出演者は全員アメリカ人で、イギリスのチームが製作した。セス・ナムリッチがアルバート役のオリジナル・キャストとなった。当初6月26日に閉幕する予定だったが、批評家による高評価と好調なチケット売り上げによりロングラン公演となった。2011年、トニー賞において演劇作品賞を含む5部門を受賞した。
2013年1月6日、プレヴュウ公演33公演、本公演718公演を経て閉幕した。

### トロント公演 (2012年-2013年)
カナダのオンタリオ州トロントでマーヴィッシュ・プロダクションのカナダ人による公演がプリンセス・オブ・ウエールズ・シアターで2月10日よりプレヴュウ公演、2012年2月28日より本公演が上演された。アレックス・ファーバーがアルバート役に配役された。2013年1月6日、閉幕した。

### 全米ツアー公演 (2012年-)
アイダホ州ボイシにあるボイシ州立大学のモリソン・センターでプレヴュウ公演が上演され、2012年6月24日から29日までのカリフォルニア州ロサンゼルスにあるアーマンソン・シアターでの公演により最初の全米ツアーが開始された。この他、全米29都市で上演される予定となった。アルバート役にアンドリュー・ ヴィーンストラが配役された。

### オーストラリア公演 (2012年-)
オーストラリアのメルボルンにあるアーツ・センター・メルボルンで2012年12月23日からプレヴュウ公演、12月31日から本公演が上演された。シドニー、ブリスベン、ニュージーランドのオークランドでも上演され、2013年3月10日に閉幕した。アルバート役にコディ・ファーンが配役された。

### 全英ツアー公演 (2013年-)
2013年秋より全英ツアー公演が開始されることが公式ページで明らかになった。

### ベルリン公演 (2013年-)
2013年10月20日、ドイツのベルリンにあるStage Theater des Westens で初めて英語以外での公演が上演された。第一次世界大戦100周年を迎え、この作品が第一次世界大戦でのドイツが描かれた初めての作品となった。この会場は過去にヴィルヘルム皇帝やアドルフ・ヒトラーも訪れたことのある場所である。この作品は「平和への最大の賛歌だ」と語られたことがある。
"英語の演劇がドイツ語に翻訳され、ドイツ人が演じ、ドイツで英語の民謡が歌われる。私はベルリン初演を観劇した。忘れられない夜となった。生涯忘れることはないだろう" --マイケル・モーパーゴ

### 来日公演
2014年7月30日から8月24日、東急シアターオーブで来日公演が上演される。

## 他の作品への出演
2011年12月17日、『サタデー・ナイト・ライブ』で『戦火の馬』をネタにした。ビル・ヘイダーとクリステン・ウィグが演じるイギリス人カップルが『戦火の馬』地方公演に来場する。等身大の馬のパペットの代わりにジョーイの役をジミー・ファロンが演じ、舞台中を駆け回り、足音、いななきの効果音がつき、最終的にロボットダンスをする。

## 受賞歴

### ロンドン公演
2007年、Evening Standard Awards
- 演出賞 (マリアンヌ・エリオット、トム・モリス、ノミネート)
- デザイン賞 (レイ・スミス、ハンドスプリング・パペット・カンパニー、受賞)

2007年、Critics' Circle Theatre Award 
- デザイナー賞 (ベイゾー・ジョーンズ、エイドリアン・コウラー、レイ・スミス、ハンドスプリング・パペット・カンパニー受賞)

2008年、ローレンス・オリヴィエ賞
- 新作賞 (ノミネート)
- 照明デザイン賞 (ポウラ・コンステイブル、ノミネート)
- 音響デザイン賞 (エイドリアン・サットン、ジョン・タムズ、ノミネート)
- 装置デザイン賞 (レイ・スミス、ベイゾー・ジョーンズ、エイドリアン・コウラー、受賞)
- 振付賞 (トビー・セグウィック、受賞)
- 演出賞 (マリアンヌ・エリオット、トム・モリス、ノミネート)

2010年、ローレンス・オリヴィエ賞
- 一般投票による人気作品賞 (ノミネート)

2012年、TheatrePeople.com Awards
- 作品賞、家族向け作品賞にノミネート

### ブロードウエイ公演
2011年、Drama League Award
- プロダクション賞 (受賞)
- 演技賞 (セス・ナムリッチ、ノミネート)

2011年、トニー賞
- 作品賞 (受賞)
- 演出賞 (マリアンヌ・エリオット、トム・モリス、受賞)
- 舞台デザイン賞 (レイ・スミス、受賞)
- 照明デザイン賞 (ポウラ・コンステイブル、受賞)
- 音響デザイン賞 (クリストファー・シャット、受賞)

ハンドスプリング・パペット・カンパニーのエイドリアン・コウラーとベイゾー・ジョーンズはトニー賞特別賞を受賞。
2011年、Drama Desk Award
- 作品賞 (受賞)

2011年、Outer Critics Circle Awards 
- ブロードウエイ新作賞 (受賞)
- 演出賞 (マリアンヌ・エリオット、トム・モリス, 受賞)
- 照明デザイン賞 (ポウラ・コンステイブル, '受賞)
- 助演男優賞 (セス・ナムリッチ, ノミネート)

ハンドスプリング・パペット・カンパニーのエイドリアン・コウラーとベイゾー・ジョーンズはパペット・デザイン、製作、演出でOuter Critics Circle Award 特別賞を受賞した。
2011年、フレッド&アデル・アステア賞
- ブロードウエイ振付賞 (トビー・セグウィック, ノミネート)